# Hammerstedt
Hammerstedt é um município da Alemanha, situado no distrito de Weimarer Land, no estado da Turíngia. Tem 3,94 km² de área, e sua população em 2019 foi estimada em 179 habitantes.